# Colombier-Fontaine
Colombier-Fontaine är en kommun i departementet Doubs i regionen Bourgogne-Franche-Comté i östra Frankrike. Kommunen ligger i kantonen Pont-de-Roide som tillhör arrondissementet Montbéliard. År 2022 hade Colombier-Fontaine 1 215 invånare.

## Befolkningsutveckling
Antalet invånare i kommunen Colombier-Fontaine
Referens:INSEE